# Stóri-Leppir
Stóri-Leppir är ett berg i republiken Island. Det ligger i regionen Suðurland, 130 km öster om huvudstaden Reykjavík. Toppen på Stóri-Leppir är 706 meter över havet, eller 68 meter över den omgivande terrängen. Bredden vid basen är 2,8 km.
Trakten runt Stóri-Leppir är nära nog obefolkad, med mindre än två invånare per kvadratkilometer. Det finns inga samhällen i närheten. Trakten runt Stóri-Leppir består i huvudsak av gräsmarker.